# Coniopteryx (Coniopteryx) arctica
Coniopteryx (Coniopteryx) arctica is een insect uit de familie van de dwerggaasvliegen (Coniopterygidae), die tot de orde netvleugeligen (Neuroptera) behoort. 
Coniopteryx (Coniopteryx) arctica is voor het eerst wetenschappelijk beschreven door Z.-q. Liu & C.-k. Yang in 1998.